# 李縉穎
李縉穎（1985年1月8日—），中華民國政治人物，現任中國國民黨新竹市黨部主任委員，前立法委員李嘉進之子，曾任臺北市政府國際政經戰情室成員、臺北市市長柯文哲辦公室主任研究員、郭台銘辦公室政策主任、《新共和通訊》編輯等職，負責大數據分析、戰略計畫執行等工作；後於2019年在未退出國民黨情形下，加入台灣民眾黨。2020年在郭台銘、柯文哲共同推薦下，以無黨籍參選立法委員遭開除黨籍，直至2022年底透過同舟計畫回到國民黨。

## 政治經歷
李曾擔任「新共和通訊」編輯。
2016年，國民黨總統大選大敗，隨後2017年黨主席改選前夕，加入中國國民黨。
2018年12月25日，因輔選有功被台北市長柯文哲延攬進入台北市政府擔任「市長室主任研究員」一職。2019年5月22日，協助安排柯文哲訪日之幕後推手。2019年7月2日，為柯文哲安排台商2019年上海雙城論壇行程之核心幕僚。2019年8月24日，獲得柯文哲首肯借將至郭台銘團隊任職。
2019年7月7日，在國民黨初選時，在PTT發布了一篇文章，聲稱綠營支持者在初選「非韓不投」意圖影響國民黨初選的策略是在玩火。。
2019年9月25日，郭台銘辦公室發言人、永齡基金會副執行長蔡沁瑜證實，確定李縉穎以無黨藉身份參選新北市第十選區（土城、三峽選區）立法委員。2019年10月30日，中國國民黨中常會通過因違紀參選而李縉穎的黨籍。李縉穎回應，尊重國民黨決議，但也深表遺憾。
參選期間，獲郭台銘、柯文哲、宋楚瑜等非綠領袖肯定，並於2019年11月30日共同為李站台，為首次郭柯宋同台助選。
2020年1月11日，第10屆土城三峽選區立法委員選舉結果，李縉穎以38,977票排名第三，敗給民進黨的吳琪銘。
2022年6月，透過「同舟計畫」重返國民黨。
2022年12月，黨主席朱立倫任命剛回到國民黨的李縉穎為新竹市黨部主委。
2023年10月，李縉穎與昔日對手林金結共掛看板，呼籲土城三峽鄉親支持林金結。隨後11月，李縉穎名列中國國民黨第11屆全國不分區及僑居國外國民立法委員選舉被提名人第29位。
2024年1月，因不滿民進黨新竹市黨部及區域立委候選人林志潔接連抹黑，代表自家候選人鄭正鈐按鈴提告。

## 選舉紀錄
| 年度 | 選舉屆數             | 選舉區                                 | 所屬政黨   | 得票數    | 得票率 | 當選標記 | 備註 |
| ---- | -------------------- | -------------------------------------- | ---------- | --------- | ------ | -------- | ---- |
| 2020 | 第十屆立法委員選舉   | 新北市第十選舉區                       | 無黨籍     | 38,977    | 18.83% |          |      |
| 2024 | 第十一屆立法委員選舉 | 全國不分區及僑居國外國民立法委員選舉區 | 中國國民黨 | 4,764,576 | 34.58% |          |      |

## 外部連結
- 李縉穎的Facebook粉絲專頁[永久]